# 紙屋悦子の青春
『紙屋悦子の青春』（かみやえつこのせいしゅん）は、松田正隆による戯曲。のちに黒木和雄監督・原田知世主演によって映画化された。映画版の公開は2006年8月12日で、この作品が黒木の遺作となった。

## ストーリー
終戦間際の鹿児島が舞台。兄夫婦と暮らす紙屋悦子のもとに縁談の話が来る。相手は悦子が密かに思いを寄せる明石の親友、永与だった。

## 映画版

### あらすじ
昭和20年春の鹿児島の田舎町。悦子は兄夫婦と共に暮らしているが、兄の後輩・明石少尉に思いを寄せている。その明石からの紹介で縁談が持ち込まれ、相手は親友・永与少尉だった。二人は同じ航空隊ながら明石は航空兵、永与は整備担当で、戦況悪化の中、明日をも知れぬ明石は悦子の将来を永与に託し、悦子は秘めたる明石への思いがありながら朴訥な永与に少しずつ心を開いていく。
そして明石は特攻隊に志願して、出撃前夜、別れを告げに来る。追いかけることも出来ず悦子は泣いた。
数日後、永与が明石の死を告げに訪れ、明石からの手紙を悦子に渡す。そして勤務地が変わることを告げ去ろうとすると、悦子は「ここでいつまでも待っていますから、きっと迎えに来てください」と言葉をかける。二人の思いが通じ、これからの長い人生、共に生きることを決意するのだった。
そして歳月は過ぎ、結婚し長年連れ添った永与と悦子は入院中の病院の屋上で、空を見ながらとりとめのない話をしている。

### キャスト
- 紙屋悦子：原田知世
- 永与少尉：永瀬正敏
- 明石少尉：松岡俊介
- 紙屋ふさ：本上まなみ
- 紙屋安忠：小林薫
- 渋谷：和田周
- 配達人：門田一雄
- 看護師：西山麻矢

### スタッフ
- 原作：松田正隆
- 監督：黒木和雄
- 脚本：黒木和雄／山田英樹
- 音楽：松村禎三
- 美術監督：木村威夫
- 撮影：川上皓市
- 照明：尾下栄治
- 録音：久保田幸雄
- 美術：安宅紀史
- 編集：奥原好幸
- 助監督：清水俊悟
- 音響効果：帆苅幸雄
- 特殊メイク：梅沢壮一
- 現像：東京現像所
- スタジオ：日活撮影所
- 宣伝：トルネード・フィルム
- 製作者：川城和実／松原守道／亀山慶二／多井久晃／鈴木ワタル
- 企画：深田誠剛／久保忠佳／梅澤道彦
- プロデューサー：河野聡／内藤和也／杉山登／大橋孝史／磯田修一

## 受賞歴
- 第31回報知映画賞 特別賞
- 第61回毎日映画コンクール 撮影賞／川上皓市
- 第21回高崎映画祭 最優秀助演女優賞／本上まなみ
- 第2回おおさかシネマフェスティバル　助演女優賞／本上まなみ
- 第80回キネマ旬報ベスト・テン 日本映画ベスト・テン第4位[1]
- 2006年度日本映画ペンクラブ 邦画第2位